# 小行星9642
小行星9642（英語：9642 Takatahiro）是一颗围绕太阳公转的小行星。1994年9月1日，圓舘金、渡邊和郎在北见发现了此天体。
这颗小行星的绝对星等为276.4333763334237等。